# Amanita pantherina var. alba
Amanita pantherina var. alba è un fungo velenoso della famiglia delle Amanitaceae, varietà della specie Amanita pantherina. Si tratta di una varietà molto rara e da proteggere. Viene confusa con grande facilità con una decolorazione della specie principale.

## Descrizione della specie

### Cappello
Cuticola color avorio, bianco candido oppure bianco sporco, cosparsa di verruche bianche poco visibili perché quasi concolori alla cuticola; da convesso a piano, striato al bordo.

### Lamelle
Fitte, bianche e libere con collarium.

### Gambo
Bianco, cilindrico, da pieno a semicavo; anello bianco e striato; bulbo rotondo racchiuso in una volva circoncisa.

### Carne
Bianca immutabile, fibrosa, odori e sapori trascurabili.

### Spore
Bianche in massa.

## Habitat
Estate-autunno, non molto diffusa. Rara.

## Commestibilità
Velenosissimo come la Amanita pantherina.

Particolarmente pericolosa perché confondibile con i comuni prataioli commestibili per via dell'aspetto bianco. Ricorda vagamente le amanite bianche mortali come Amanita phalloides var. alba ed Amanita verna.